# Championnat des Maldives de football 2005
Navigation
Saison précédente Saison suivante
La saison 2005 du Championnat des Maldives de football est la cinquante-cinquième édition du championnat national aux Maldives.
La compétition se déroule en quatre phases distinctes :
- Les championnats régionaux déterminent les équipes qualifiées pour la Dhivehi League, la poule nationale, avec 6 qualifiées pour l'atoll de Malé et 2 pour l'ensemble des autres atolls.
- Les huit formations sont regroupées au sein d'une poule unique et s'affrontent une seule fois.
- Les six meilleures équipes de la poule sont regroupées au sein d'une poule unique et s'affrontent une nouvelle fois
- Les quatre premiers disputent la phase finale nationale pour le titre de champion des Maldives, avec demi-finales et finale.

C’est le club de Victory SC qui est sacré cette saison après avoir battu le tenant du titre, New Radiant en finale. Il s'agit du neuvième titre de champion des Maldives de l'histoire du club.

## Les clubs participants
| - Malé : - Victory SC - Hurriyya SC - Club Valencia - Island FC - New Radiant - Club Eagles | - Atoll Faadhippolhu : - Hiriyaa - Shaviyani : - Foakaidhoo EJ |

## Compétition
Le barème de points servant à établir le classement se décompose ainsi :
- Victoire : 3 points
- Match nul : 1 point
- Défaite : 0 point

### Dhivehi League

#### Première phase
| Rang | Équipe          | Pts | J | G | N | P | Bp | Bc | Diff |  | Résultats (▼ dom., ► ext.) | Val | NRa | Hur | Isl | Vic | Hir | Foa | Eag |
| ---- | --------------- | --- | - | - | - | - | -- | -- | ---- |  | -------------------------- | --- | --- | --- | --- | --- | --- | --- | --- |
| 1    | Club Valencia   | 15  | 7 | 4 | 3 | 0 | 18 | 7  | +11  |  | Club Valencia              |     | 1-1 | 1-1 | 1-1 | 2-1 | 5-1 | 6-1 | 2-1 |
| 2    | New Radiant'T'C | 14  | 7 | 4 | 2 | 1 | 20 | 5  | +15  |  | New Radiant'T'C            |     |     | 2-2 | 0-1 | 2-1 | 4-0 | 9-0 | 2-0 |
| 3    | Hurriyya SC     | 14  | 7 | 4 | 2 | 1 | 16 | 7  | +9   |  | Hurriyya SC                |     |     |     | 1-2 | 3-2 | 5-0 | 3-0 | 1-0 |
| 4    | Island FC       | 14  | 7 | 4 | 2 | 1 | 17 | 10 | +7   |  | Island FC                  |     |     |     |     | 1-4 | 4-1 | 5-0 | 3-3 |
| 5    | Victory SC      | 12  | 7 | 4 | 0 | 3 | 22 | 10 | +12  |  | Victory SC                 |     |     |     |     |     | 6-1 | 4-1 | 4-0 |
| 6    | Hiriyaa FC      | 4   | 7 | 1 | 1 | 5 | 9  | 28 | -19  |  | Hiriyaa FC                 |     |     |     |     |     |     | 4-4 | 2-0 |
| 7    | Foakaidhoo EJ   | 4   | 7 | 1 | 1 | 5 | 7  | 31 | -24  |  | Foakaidhoo EJ              |     |     |     |     |     |     |     | 1-0 |
| 8    | Club Eagles     | 1   | 7 | 0 | 1 | 6 | 4  | 15 | -11  |  | Club Eagles                |     |     |     |     |     |     |     |     |

|  | Qualification pour la seconde phase                        |
|  | T : Tenant du titre C : Vainqueur de la Coupe des Maldives |

#### Seconde phase
| Rang | Équipe          | Pts | J  | G | N | P | Bp | Bc | Diff |  | Résultats (▼ dom., ► ext.) | Hur | NRa | Val | Vic | Isl  | Hir  |
| ---- | --------------- | --- | -- | - | - | - | -- | -- | ---- |  | -------------------------- | --- | --- | --- | --- | ---- | ---- |
| 1    | Hurriyya SC     | 25  | 12 | 7 | 4 | 1 | 35 | 10 | +25  |  | Hurriyya SC                |     | 2-0 | 0-0 | 2-2 | 12-1 | 3-0  |
| 2    | New Radiant'T'C | 24  | 12 | 7 | 3 | 2 | 28 | 10 | +18  |  | New Radiant'T'C            |     |     | 2-2 | 2-1 | 1-0  | 3-0  |
| 3    | Club Valencia   | 23  | 12 | 6 | 5 | 1 | 35 | 15 | +20  |  | Club Valencia              |     |     |     | 2-4 | 10-1 | 3-1  |
| 4    | Victory SC      | 22  | 12 | 7 | 1 | 4 | 44 | 16 | +28  |  | Victory SC                 |     |     |     |     | 3-0  | 12-0 |
| 5    | Island FC       | 15  | 12 | 4 | 3 | 5 | 19 | 36 | -17  |  | Island FC                  |     |     |     |     |      | 0-0  |
| 6    | Hiriyaa FC      | 5   | 12 | 1 | 2 | 9 | 10 | 49 | -39  |  | Hiriyaa FC                 |     |     |     |     |      |      |

|  | Qualification pour la Coupe de l'AFC 2006 et pour la phase finale |
|  | Qualification pour la phase finale                                |
|  | T : Tenant du titre C : Vainqueur de la Coupe des Maldives        |

### Phase finale
|  | Demi-finales    | Demi-finales    | Demi-finales    |  |   | Finale de repêchage | Finale de repêchage | Finale de repêchage |   |            | Grande finale   | Grande finale   | Grande finale   |
|  |                 |                 |                 |  |   |                     |                     |                     |   |            |                 |                 |                 |
|  | 23 octobre 2005 |                 |                 |  |   |                     |                     |                     |   |            |                 |                 |                 |
|  | 1               | Hurriyya SC     | 1               |  |   |                     |                     |                     |   |            | 31 octobre 2005 | 31 octobre 2005 | 31 octobre 2005 |
|  | 2               | New Radiant     | 6               |  |   | 27 octobre 2005     | 27 octobre 2005     | 27 octobre 2005     |   |            | 2               | New Radiant     | 0               |
|  |                 |                 |                 |  | 1 | Hurriyya SC         | 1                   |                     | 4 | Victory SC | 1               |                 |                 |
|  | 24 octobre 2005 | 24 octobre 2005 | 24 octobre 2005 |  | 4 | Victory SC          | 2                   |                     |   |            |                 |                 |                 |
|  | 3               | Club Valencia   | 1               |  |   |                     |                     |                     |   |            |                 |                 |                 |
|  | 4               | Victory SC      | 2               |  |   |                     |                     |                     |   |            |                 |                 |                 |

## Bilan de la saison
| Championnat des Maldives de football 2005 |                       |
| Champion                                  | Victory SC (9e titre) |
| Coupes et trophées                        |                       |
| Vainqueur de la Coupe des Maldives 2005   | New Radiant           |
| Qualifications continentales              |                       |
| Coupe de l'AFC 2006                       | Hurriyya SC           |
| Coupe de l'AFC 2006                       | New Radiant           |
| Promotions et relégations                 |                       |
| Promus en Dhivehi League                  | Aucun                 |
| Relégués                                  | Aucun                 |